# Maćkowa Przełęcz
Maćkowa Przełęcz (słow. Lastovičia štrbina, węg. Fecske-rés) – północno-zachodnie siodło Durnej Przełęczy położone na wysokości ok. 2560 m n.p.m., w długiej południowo-wschodniej grani Wyżniego Baraniego Zwornika w słowackiej części Tatr Wysokich. Maćkowa Przełęcz oddziela Mały Durny Szczyt na północnym zachodzie od Durnej Igły na południowym wschodzie. Na Maćkową Przełęcz nie prowadzą żadne znakowane szlaki turystyczne, jest ona dostępna jedynie dla taterników.
Z Maćkowej Przełęczy i sąsiedniej Przełęczy Pawlikowskiego na obie strony opadają żleby łączące się ze sobą po kilkudziesięciu metrów – stąd możliwość traktowania ich jako dwa siodła jednej Durnej Przełęczy. Przejście między siodłami jest dość proste i prowadzi półkami po stronie Doliny Dzikiej. Najprostsza droga na Durną Przełęcz latem prowadzi z Doliny Pięciu Stawów Spiskich przez Małą Durną Przełęcz i Mały Durny Szczyt, z kolei zimą najwygodniejsze są drogi prowadzące żlebami z Doliny Pięciu Stawów Spiskich i z Miedzianej Kotliny.
Nazewnictwo Maćkowej Przełęczy upamiętnia przewodnika tatrzańskiego Macieja Sieczkę, który uczestniczył w pierwszym wejściu na jej siodło. Nazwa słowacka pochodzi od dawnej, używanej błędnie nazwy Durnego Szczytu.

## Historia
Pierwsze wejścia turystyczne:
- Jan Gwalbert Pawlikowski, Maciej Sieczka i Józef Sieczka, 8 sierpnia 1881 r. – letnie,
- Lajos K. Horn, Gyula Komarnicki, Roman Komarnicki i Jenő Serényi, 2 stycznia 1910 r. – zimowe[2].

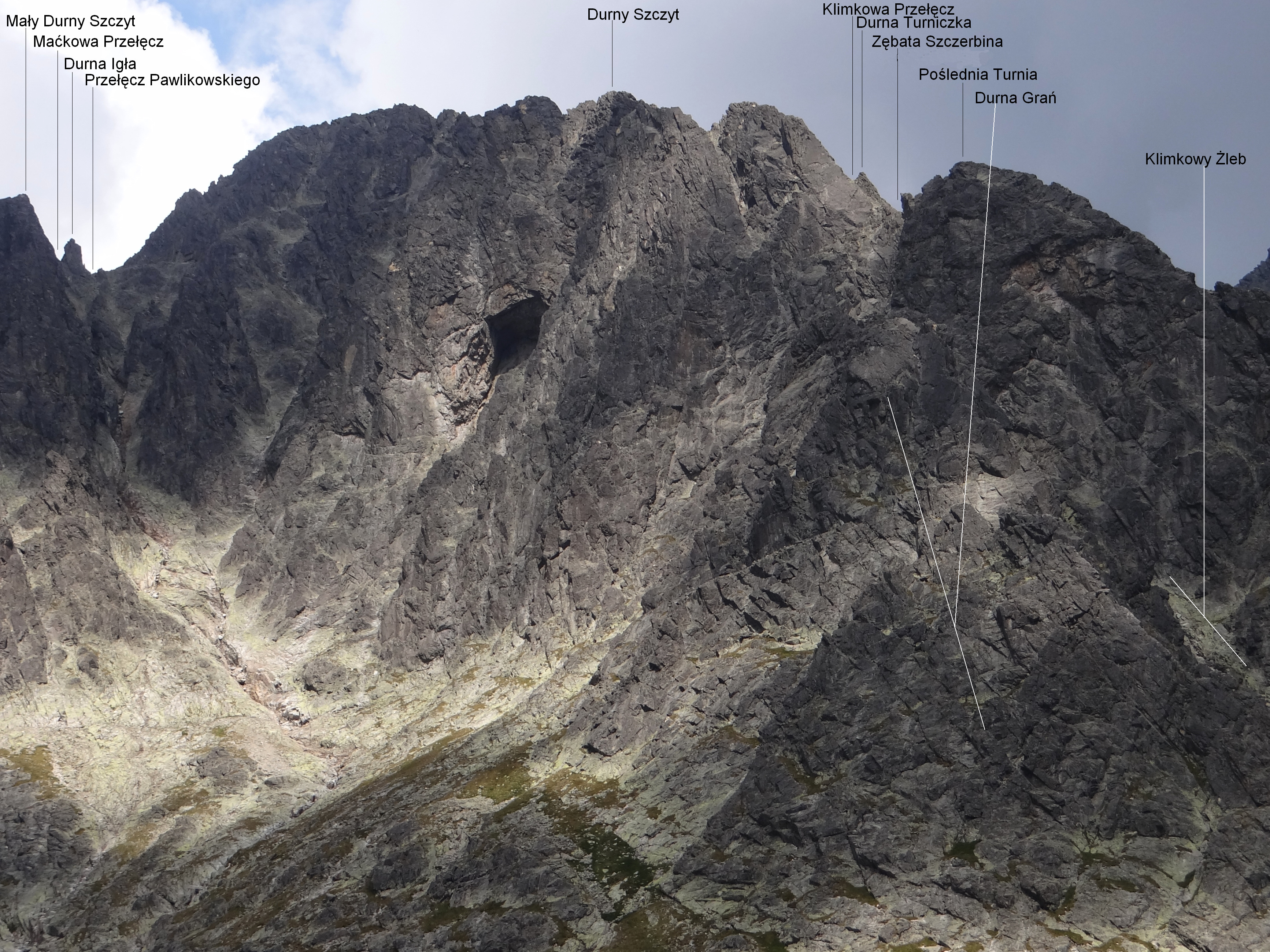
Widok z Doliny Pięciu Stawów Spiskich